# لوس أنجلوس كليبرز
لوس أنجلس كليبرز (بالإنجليزية: Los Angeles Clippers) هو نادي كرة سلة من لوس أنجلس، كاليفورنيا، الولايات المتحدة الأمريكية. تأسس عام 1970. منذ تأسيسه، لم يستطع النادي بالفوز بأي بطولة على صعيد الدوري الأمريكي لكرة السلة للمحترفين. ملعبه الحالي هو مركز ستيبلز.

## أسماء الفريق
- بفالو بريفز (1970 - 1978)
- سان دييغو كليبرز (1978 - 1984)
- لوس أنجلس كليبرز (1984 - الآن)

## ألوان الفريق
الأحمر، والأبيض، والأزرق.

## بطولات الفريق
لم يفز ببطولة الدوري الأمريكي لكرة السلة للمحترفين.

## وصلات خارجية
- الموقع الرسمي
- لوس أنجلس كليبرز نسخة محفوظة 6 مايو 2016 على موقع واي باك مشين.